# Gaudechart
Gaudechart är en kommun i departementet Oise i regionen Hauts-de-France i norra Frankrike. Kommunen ligger i kantonen Marseille-en-Beauvaisis som tillhör arrondissementet Beauvais. År 2022 hade Gaudechart 346 invånare.

## Befolkningsutveckling
Antalet invånare i kommunen Gaudechart
| Referens: INSEE |